# Belén (Honduras)
Belén es un municipio del departamento de Lempira en la República de Honduras.

## Toponimia
Su nombre es en honor a la Virgen de Belén (San Mateo), figura de la iglesia católica.

## Límites
Se ubica a 24 km de la ciudad colonial de Gracias, Honduras; siguiendo la carretera que conduce al Departamento de Intibucá, debiéndose tomar una desviación para llegar al centro del pueblo. Debido a que es fronterizo con dicho departamento, está situada a 20 km de la localidad de San Juan del Caite.
| Orientación | Límite                                          |
| ----------- | ----------------------------------------------- |
| Norte       | Municipio de La Iguala, Lempira                 |
| Norte       | Municipio de Gracias, Lempira                   |
| Sur         | Municipio de San Juan, Intibucá                 |
| Este        | Municipio de San Francisco de Opalaca, Intibucá |
| Oeste       | Municipio de Gracias, Lempira                   |
| Oeste       | Municipio de La Campa, Lempira                  |

Extensión territorial de 198.8 km².

## Clima
El clima imperante en esta cabecera es templado, provocando que haya muchos bosques de pinos a los alrededores. El relieve de las montañas es bastante quebrado, presentando muchos paisajes agradables al turista.

## Historia
No se sabe con seguridad el origen de sus primeros habitantes, pero se cree que fueron descendientes de los Chortís que habitaron la zona occidental del país. 
En 1791, conocido por el nombre de Curincunque, aparece en el censo de población de 1791, formando parte del Curato de Gracias a Dios. 
En 1871, fue erigido como tal, según los archivos de tierras ejidales que se encuentran en el archivo municipal.
En 1881, su primera organización municipal fue presidida por el ciudadano Eusebio Amaya Morales.
En 1889, en la división política territorial de 1889 aparece como municipio del Distrito de Gracias.

## Población
Al igual que en el Municipio de Gracias, hay mestizaje producto de las mezclas entre los indígenas de la zona y los españoles que llegaron a colonizar.
La población: en el año 2020 era de 8,475 habitantes, con una densidad de 42.64 hab/km².

## Economía
Así como en la mayoría  del departamento los recursos principales son la agricultura de maíz, el frijol y el cultivo de la planta de café. Los recursos forestales también constituyen una fuente de ingreso.

## Turismo

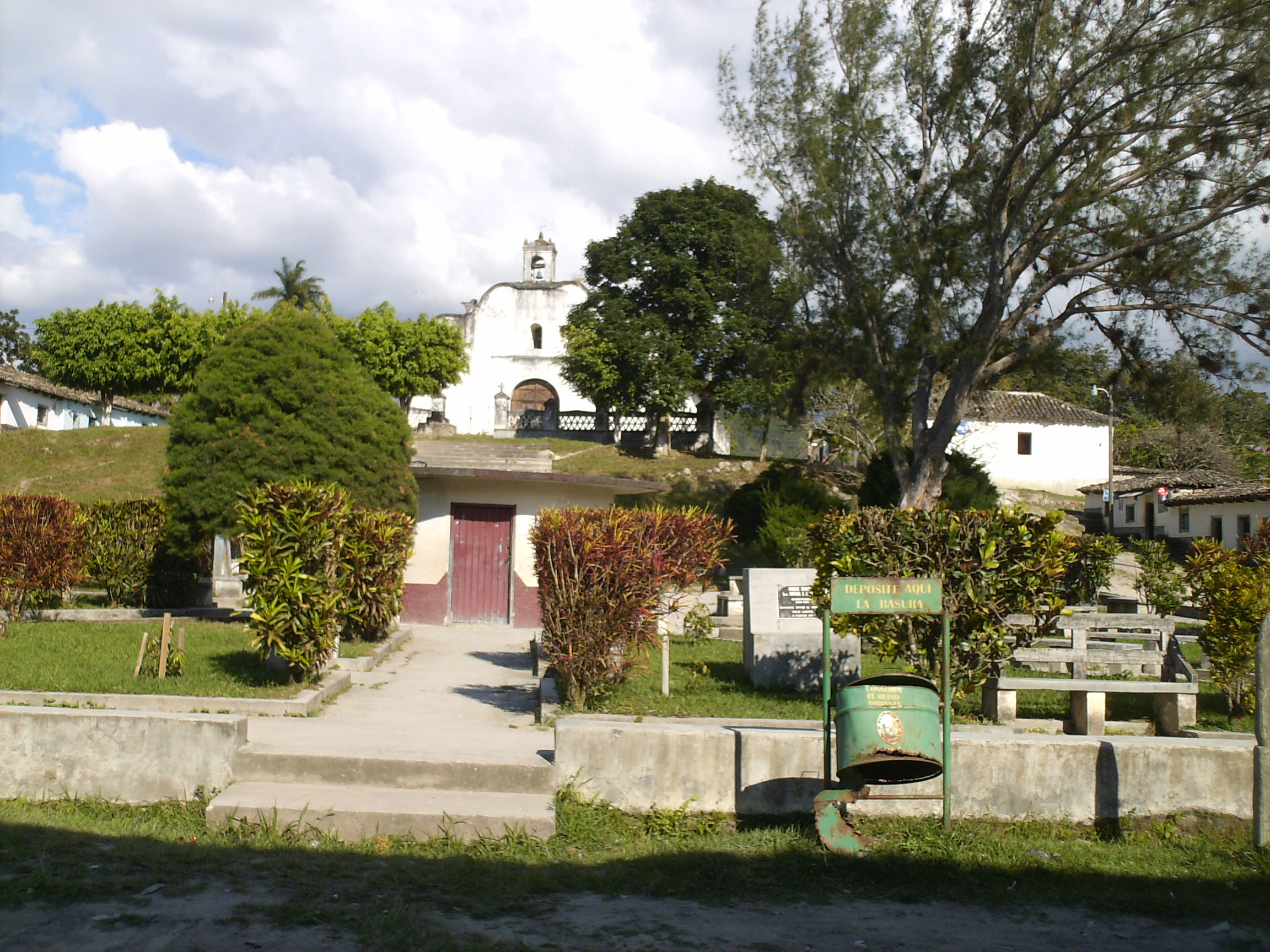
Iglesia y parque en Belén.

La cabecera cuenta con edificios y casas con arquitectura colonial español (barroca) entre ellas la iglesia que se remonta a la época colonial.

### Feria patronal
Su feria patronal es el 8 de octubre, día de la Virgen del Rosario.

## Infraestructura

### Saneamiento
Durante el año 2007 se comenzó la instalación de alcantarillado sanitario en la cabecera.  

### Energía
El Municipio cuenta con servicio de energía eléctrica y en la mayoría de los caseríos vecinos. 

### Telecomunicaciones
Existe el servicio de telefonía móvil de las empresas que operan en Honduras.

## División Política

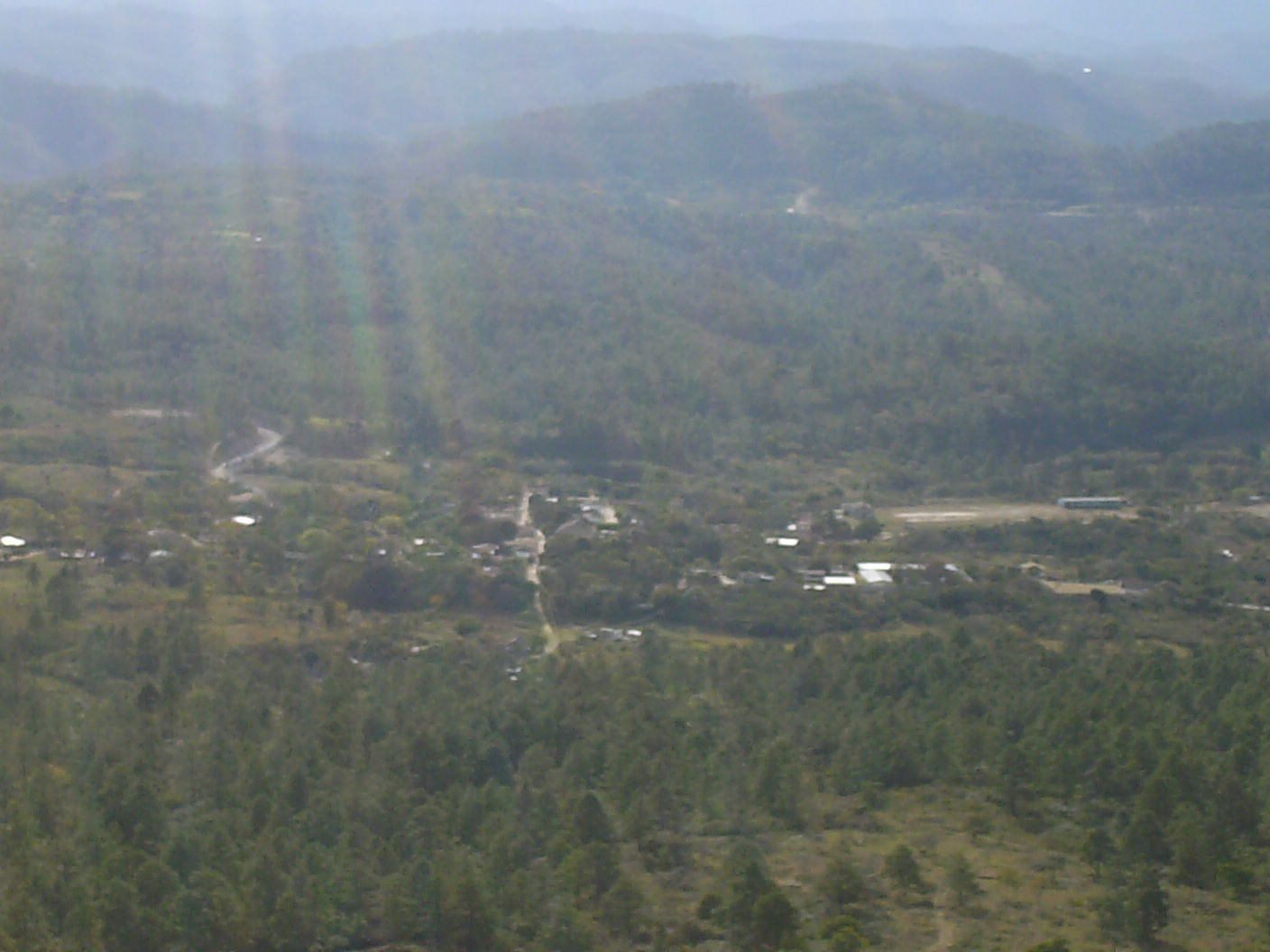
Vista panorámica desde la aldea "Las Mesitas".

Aldeas: 5 (2013)
Caseríos: 53 (2013)
| Código | Aldea                 |
| ------ | --------------------- |
| 130201 | Belén                 |
| 130202 | El Carrizal           |
| 130203 | El Naranjo o La Penca |
| 130204 | Las Cañadas           |
| 130205 | Los Planes de Ojuera  |